# よいこの心得
『よいこの心得』（よいこのこころえ）は、草凪みずほによる日本の漫画作品。2003年に『花とゆめ』（白泉社）にて読み切りとして掲載後、連載化された草凪のデビュー作品。単行本は全2巻。また、単行本2巻には第27回白泉社アテナ新人大賞優秀新人賞を受賞した作品『御神兄弟がゆく!?』も収録されている。

## ストーリー
名門・愛鷹（あしたか）高校の生徒会執行部、通称“よいこの家”に集うのは、元最強不良のチビッコ生徒会長・久遠廉（くおんれん）、完全無欠なエセ優等生の副会長・秋葉裕介、姉御肌でしっかり者の会計・弁天小雪、天然ボケな妹キャラの書記・梅林杏里。今日も破天荒な久遠を中心にハチャメチャな学園ライフが繰り広げられる

## 登場人物

### 生徒会執行部
久遠廉（くおんれん）
本作の主人公。高校2年生。身長156センチメートル。遅刻常習犯・授業サボリ魔・成績最下位の問題児。とにかく明るく元気な性格で（作者曰く）顔はジャニーズ系の童顔。中学時代は荒れておりその名を轟かせていた程の不良だったが、秋葉との出会いで少し更生される。「面白そうだから」と言う秋葉の推薦により生徒会長となるが、面倒な生徒会の仕事はほぼ秋葉がこなしているため、生徒会長としての認知度はかなり低い。日々、学校を盛り上げることに夢中な“よいこ”だが、基本的に考えていることは無茶苦茶である。愛鷹生徒会という自分の居場所があることに喜びを感じていると同時に、秋葉から任された愛鷹高校を自分が守ると思っており、愛鷹をとても大切に思っている。童顔、身長、性格から女子に可愛い男子認定されがちだが、不意に相手をときめかせることを無自覚でやるあたり全くモテないという訳でもなさそうで、秋葉に言わせると「天然は恐ろしい」。家庭事情がやや複雑で一人暮らしをしている。
秋葉裕介（あきばゆうすけ）
生徒会副会長。高校2年生。身長174センチメートル。容姿端麗・成績優秀の完全無欠な優等生。女生徒にも大人気でバレンタインのチョコ獲得数は98個、成績も常に学年1位。苦労したとは言え、問題児・久遠を生徒会長に据えさせるなど先生達からの信頼も相当厚い。行方不明になる久遠の代わりに挨拶などを行うため、生徒会長だと思われることもしばしば。表に出さないだけで根の性格は久遠に近いものがあり、お祭りも悪ノリも大好きで超マイペース。中学時代、秋葉がかけた一言をきっかけに久遠と繋がりを持つが、後に久遠は「すました優等生でキライだった」と小雪に語っている。昔も今も久遠を止める人物であることは確かだが、その性格も相まり久遠とは悪友的な関係でもある。
弁天小雪（べんてんこゆき）
生徒会会計。高校2年生。身長157センチメートル。姉御肌のしっかり者で悪ノリする人が多い生徒会の中でも常識人。暴走する久遠と秋葉を止める役割を担い、時にはゲンコツを食らわせることも。黒髪ショートヘアの美人でそれ故か、よいこの目安箱には秋葉宛の大量のラブレターの他に小雪宛のラブレターも含まれていた。久遠からスキンシップとして抱きつかれることもあるが、小雪本人もそれを理解しているため何とも思っていない。また、久遠にはいつまでもピュアなままでいて欲しいと思っており、退屈しない日々をくれる久遠が生徒会長で嬉しいと思っている。杏里を尋常でなく可愛がっているため彼女を泣かせた者には容赦しない。
梅林杏里（うめばやしあんり）
生徒会書記。高校1年生。身長155センチメートル。生徒会の中で唯一の1年生であるため他3人から格別に可愛がられている。天然ボケで場を和ませる妹キャラ。ロングヘアで可愛らしい見た目の少女だが性格はかなり大雑把。万引きを発見した際には相手に飛びついて止めるなどの大胆さも持ち合わせている。久遠をリーダーと呼び純粋に慕っており、よいこ達のバカなやりとりも楽しそうに見ている。いつも一人で突っ走って無茶をしがちな久遠を心配し、自分たちをもっと頼ってほしい・自分も久遠を守りたいという思いがあり、久遠も時折そんな杏里に敵わないと思っている節がある。

### 愛鷹高校
津久見義貴（つくみよしたか）
高校3年生。身長182センチメートル。一匹狼の不良だが（作者曰く）本人はグレてるつもりはなく自由に生きたいだけ。家はスーパーツクミという地元のスーパーを経営しており、そこの一人息子。家の手伝いをしていることもあり、久遠や秋葉たちも津久見繋がりで一時期そのスーパーでバイトしていた。料理が上手かったり絵が描けたり特技が多く、久遠たちに度々絡まれては迷惑を被っている。
牧野洋平（まきのようへい）
生徒会顧問で家庭科の教師。25歳。身長186センチメートル。略して“まきへー”で久遠からはそう呼ばれている。女生徒・女教師にファンが多く、バレンタインチョコ獲得数№1も秋葉でなく実は彼。学校内でタバコを吸っていたり、家庭科室の冷蔵庫にビールを置いていたりと不良教師な一面を持つが、面倒見は良く久遠たちのことも可愛がっている。

### 崇聡高校・その他
阿波薫（あわかおる）
崇聡高校の生徒会長。愛鷹高校へ高級車で来校したり、久遠たちに高慢な態度で接したりと言動が如何にもな金持ちの坊ちゃんだが、歩いていて木に正面衝突したり肝心なところでヘマをしたりと中々のドジっ子。副会長からの雑な扱いなどは本人の残念さだけでなく、人望の無さも見える。潔癖で規律を乱す者が許せない。不良が大嫌いなため初対面時から金髪・短ランで素行の悪そうな久遠が愛鷹の生徒会長であることに疑問や苦言を呈していた。久遠を生徒会長から降ろすため手を尽くす中、ある事件で杏里に危害を加えかけ、久遠たちの怒りを買いシメられている。
副会長
崇聡高校の生徒会副会長。生徒会長から指示されたことはテキパキこなす面で有能だが時々対応が雑。だが、ただ嫌っているわけではなく一人の世界にこもりがちで孤独な会長を陰ながら支えている。かなりマイペースで自由人。可愛い彼女持ち。
滝田カズマ（たきたかずま）
久遠の元・不良仲間。身長172cm。高校には通っていない。久遠と再びつるもうと誘いを掛けるが断られたことで、よいこの家を荒らす行為にでる。久遠が昔と変わってしまったことに苛立ったり、寂しさを覚えてからの行動だったがその後ひと悶着あり、その際の久遠の言葉で一応は納得する。しかし、久遠が不良の世界に戻ってくることをまだ諦めておらず、特に久遠が変わった元凶である秋葉裕介を目の敵にしている。久遠からの頼みもあり家出した裕介の弟・秋葉舜介と関わりを持ち、遊びに連れていったりヤンキー知識を教えていくうちに妙に懐かれることとなる。
秋葉舜介（あきばしゅんすけ）
秋葉裕介の弟。中学1年生。勉強しないことを理由に大事なゲームや漫画100冊を父親に捨てられ家出。久遠に不良を教えてほしいと頼むとともに久遠宅でしばらく居候する。“不良が嫌になる程度に厳しく、しかし丁重に扱え”という注文付きで久遠から押し付けられた滝田の教育法が幸いしてか、一時期すっかりヤンキーに染め上げられる。不良に絡まれたところを滝田に庇われ、駆け付けた久遠や裕介によって救出された後、大人しく家へ帰る。が、滝田をかなり気に入ったようでそれからも度々バイクに乗せてもらったり遊びに連れていってもらっている。

## 用語
愛鷹（あしたか）高校
正式名称は私立愛鷹（あしたか）高等学校。自由な校風で有名な名門校でそのためか、生徒たちも基本的にお祭り好きなようで行事には皆かなり熱が入り盛り上がる。特に久遠は愛鷹に対する思い入れが強く、愛鷹高校を盛り上げるだけでなく“守る”ことにこだわっている。
よいこの家
愛鷹高校生徒会執行部室の通称名。一種の愛鷹名物にもなっている。建物の作りも古く津久見によって壁が一部破損させられたり、滝田によって窓ガラスが割られたり壁への傷をつけられたり部屋を荒らされたりと散々な目に遭いつつもきちんと修復されている。役員の憩いの場で生徒会の仕事もここで行われている。
崇聡（たかさと）高校
政治家の息子や社長令嬢など上流階級の人々が通うセレブ校。愛鷹高校の近くにあり両校合同企画で文化交流発表会が行われるなど愛鷹高校とも少しばかり交流がある。

## 書誌情報
- 草凪みずほ 『よいこの心得』 白泉社〈花とゆめコミックス〉、全2巻
  1. 2004年3月19日発売 ISBN 4-592-17060-1
  2. 2007年11月19日発売 ISBN 978-4-592-18518-5